# 박노영
박노영(朴魯榮, 1930년 2월 8일 ~ 2012년 1월 30일)은 대한민국의 군인이자 외교관 겸 정치인이다.

## 생애

### 생애 초기
그는 일제 강점기 경상북도 영주군 영주읍에서 출생하였고 지난날 한때 일제 강점기 충청북도 청주에서 잠시 유아기를 보낸 적이 있으며 일제 강점기 충청북도 제원군 제천읍에서 성장하였다.

### 학력
- 1950년 대한민국 육군보병학교 졸업
- 1951년 미국 포트 베닝 육군보병학교 졸업[3]
- 1952년 미국 육군야전포병학교 졸업
- 1955년 대한민국 육군포병학교 졸업
- 1956년 대한민국 육군기갑학교 졸업
- 1958년 동국대학교 경제학과 학사
- 1960년 미국 육군지휘참모대학교 졸업[3]
- 1965년 대한민국 국방대학교 행정학사

### 주요 경력
- 1949년 소위 임관
- 1953년 대대장
- 1958년 육군대학 교관[3]
- 1961년 원주시 시장
- 1963년 주 필리핀 대사관 무관
- 1966년 77연대장[1]
- 1968년 서울대학교 ROTC 단장[3]
  - 11월 22일 준장 진급[4]
- 1969년 주월한국군사령부 참모장
- 1972년 8보병사단장
- 1975년 육군본부 관리참모부 차장[3]
- 1976년 주미 대사관 국방무관
- 1979년 수도군단장
- 1980년 국가보위비상대책위원회 상임위원회 위원[5]
- 1981년 한미연합군사령부 부사령관
  - 12월 16일 대장 진급[6]
- 1983년 8월 31일 예편[7]
- 1984년 한국관광공사 이사장[3]
- 1985년 재향군인회부회장[8]
- 1986년 국방부 방산국장[1]
- 1991년 외무부 본부근무 특임대사[9]
- 1991년 ~ 1992년 주 대만 대사[10]
- 1993년 ~ 1995년 주 로마 교황청 대사[11]

## 참고
1. 1 2 3 4 5  “공훈록보기”. 국립대전현충원. 2015년 3월 4일. 2015년 11월 2일에 원본 문서에서 보존된 문서. 2015년 11월 8일에 확인함.
2. ↑  “박노영씨 본부대사에”. 중앙일보. 1991년 3월 4일. 2015년 11월 8일에 원본 문서에서 보존된 문서. 2015년 11월 8일에 확인함.
3. 1 2 3 4 5 6  《Korea Annual 1982》 (영어) 19판. Yonhap News Agency. 1982. 672쪽.
4. ↑  “將星진급자 62명발표”. 《京鄕新聞》 (京鄕新聞社). 1968년 11월 22일. 1면.
5. ↑  “「國保委」常委위원 30명 任命: 全斗煥常委長 임명장 事務處·13개分科委 설치”. 《京鄕新聞》 (京鄕新聞社). 1980년 6월 5일. 1면.
6. ↑  “전두환 대통령 정호용, 김윤호, 박노영 대장 진급 신고”. 국가기록원. 1981년 12월 16일. 2014년 10월 15일에 원본 문서에서 보존된 문서. 2015년 11월 28일에 확인함.
7. ↑  “韓美연합 副司令官 李相薰대장을 임명”. 《京鄕新聞》 (京鄕新聞社). 1983년 8월 30일. 1면.
8. ↑  王長偉 (1991년 7월 18일). “韓國派遣朴魯榮繼任駐華大使：盧泰愚一舉異動十八位駐外使節；朴魯榮原為無任所大使，並非輕量級人物”. 《타이완 중앙일보》 (중국어). 2면.
9. ↑  “박노영 전 연합사 부사령관 외무부 본부 특임대사 임명”. 《한겨레신문》 (한겨레신문사). 1991년 3월 5일. 2면.
10. ↑  《中華民國八十一年外交年鑑》 (중국어). 중화민국 외교부 외교연감 편집위원회. 1992. 587쪽. ISBN 957-00-1745-7.
11. ↑  주 교황청 대한민국 대사관 (2013). “역대공관장”. 2015년 8월 1일에 원본 문서에서 보존된 문서. 2015년 11월 28일에 확인함.

| 전임 백석주 | 제3대 한미연합군사령부 부사령관 1981년 9월 ~ 1983년 8월 | 후임 이상훈 |

| 전임 한철수 | 제12대 주 중화민국 대사 1991년 8월 ~ 1992년 8월 | 후임 (단교) |

| 전임 이시용 | 제6대 주 로마 교황청 대사 1993년 1월 ~ 1995년 2월 | 후임 김흥수 |

| 전임 박주근 | 제4대 강원도 원주시 시장 1961년 7월 ~ 1963년 1월 | 후임 한동석 |